# Prnjavor (Kapela)
Prnjavor (1910 és 1948 között Mali Podgorci, majd 1981-ig Prnjavori) falu Horvátországban Belovár-Bilogora megyében. Közigazgatásilag Kapelához tartozik.

## Fekvése
Belovártól légvonalban 10, közúton 14 km-re északra, községközpontjától légvonalban 4, közúton 7 km-re nyugatra, Reškovci és Lipovčani között, a Vukavica-patak völgye feletti magaslaton fekszik.

## Története
A falu helyén 1775-ben az első katonai felmérés térképén még csak néhány épület állt. Faluként csak a 19. század közepén tűnik fel először. 1890-ben 23, 1910-ben 54 lakosa volt. Az 1910-es népszámlálás szerint lakosságának 43%-a szerb, 30%-a cseh, 28%-as horvát anyanyelvű volt. 1918-ban az új szerb-horvát-szlovén állam, majd később Jugoszlávia része lett. 1941 és 1945 között a németbarát Független Horvát Államhoz, majd a háború után a szocialista Jugoszláviához tartozott. A háború után a fiatalok elvándorlása miatt lakossága folyamatosan csökkent. 1991-től a független Horvátország része. 1991-ben teljes lakossága horvát nemzetiségű volt. 2011-ben a településnek 22 lakosa volt.

## Lakossága
| Lakosság változása | Lakosság változása | Lakosság változása | Lakosság változása | Lakosság változása | Lakosság változása | Lakosság változása | Lakosság változása | Lakosság változása | Lakosság változása | Lakosság változása | Lakosság változása | Lakosság változása | Lakosság változása | Lakosság változása | Lakosság változása |
| ------------------ | ------------------ | ------------------ | ------------------ | ------------------ | ------------------ | ------------------ | ------------------ | ------------------ | ------------------ | ------------------ | ------------------ | ------------------ | ------------------ | ------------------ | ------------------ |
| 1857               | 1869               | 1880               | 1890               | 1900               | 1910               | 1921               | 1931               | 1948               | 1953               | 1961               | 1971               | 1981               | 1991               | 2001               | 2011               |
| 0                  | 0                  | 0                  | 23                 | 23                 | 54                 | 77                 | 71                 | 59                 | 73                 | 86                 | 76                 | 58                 | 43                 | 28                 | 22                 |

(1880-ig lakosságát Podgorcihoz számították.)